# 인포멀 그룹
인포멀 그룹(informal group)은 사람들이 함께 일하는 방식을 관리하는 사회 구조의 하나이다.
회사의 직제상의 조직과는 별도로 종업원 사이의 공통된 견해·배경·취미 등에 의거하고 또한 작업상의 공통성이나 작업 기술상의 접촉을 계기로 자연발생적인 작은 그룹이 이루어진다. 이런 그룹을 인포멀(비공식적)그룹이라 부르거나 인포멀 조직이라 부른다.  경영 관리상 인포멀 그룹의 존재는 대단히 중요하다. 왜냐하면 그룹은 멤버를 구속하는 규범(norm)을 발전시켜 멤버의 행동을 규제하게 되고, 멤버는 직장 규율보다도 그룹의 규범에 따라 행동하게 되기 때문이다. 종업원은 직장의 포멀한 리더인 과장이나 계장보다도 인포멀한 리더에 의하여 많은 영향을 받을는지 모른다. 특히 포멀한 리더와 인포멀한 리더 사이에 알력이 있을 경우 혼란이 일어난다. 반대로 양자가 일치하면 관리는 쉬워진다. 따라서 기업은 효과적인 경영 관리를 하기 위하여 인포멀한 리더나 그룹을 활용하려고까지 한다. 적어도 거기에서 경영관리에 대한 마이너스 작용이 발생하지 않도록 체크하는 일이 중요하다.